# 邱戊秀
邱戊秀，MH，前任香港西貢區白沙灣區議員、任綠色專線小巴總商會主席、民主建港協進聯盟成員，創辦西貢（1，2號）專線小巴有限公司。
邱生於馬來西亞，1965年移居香港，1994年至2019年擔任西貢區議員。
邱戊秀曾經捐款在廣東省梅縣大坪鎮命名為「邱戊秀黃坑希望小學」。邱戊秀已婚，妻子是司徒秀梅。

## 挪千萬公款風波
2011年3月，傳媒報導邱戊秀聯同胞弟等7人，於1998年起出任其公司董事及職員時，未經董事局同意，以捐款為名、宣傳個人公職為實，挪用公款1300萬元，被興訟追討款項。報導也指，有人曾向執法部門投訴最終未有人被起訴。

## 以他命名的事物
- 鄭植之中學陸運會邱戊秀杯（最佳班別獎）

## 區議會工作
- 食物環境衛生委員會
- 文化、康樂及體育委員會
- 交通及運輸委員會
- 經濟發展委員會

## 外部連結
- 公司董事局主席支取額外酬金，小巴免費載《壹週刊》員工，小股東控區議員索償2200萬
- 2006年11月，蘋果日報:區議員疑徇私被索償3仟萬，案件編號：HCA2554/06
- 邱戊秀《授權發佈：中華人民共和國香港特別行政區第十屆全國人民代表大會代表選舉會議成員名單》
- 2005年5月19日，明報通識教育：《被指騙小巴股權 西貢區議員遭索償》 （页面存档备份，存于）
- 加拿大星島日報新聞[永久]

| 前任： 首任 | 西貢區議會白沙灣選區 1994年－2019年 | 繼任： 何偉航 |